# Uesugi Mochinori
Uesugi Mochinori est un nom japonais traditionnel ; le nom de famille (ou le nom d'école), Uesugi, précède donc le prénom (ou le nom d'artiste).
Le comte Uesugi Mochinori (上杉 茂憲), né le 15 avril 1844 au Japon et décédé à l'âge de 75 ans le 18 avril 1919 à Tokyo, est un samouraï japonais et dernier daimyo du domaine de Yonezawa dans la province de Dewa. Durant l'ère Meiji, il devint un homme politique et gouverna brièvement la préfecture d'Okinawa.

## Biographie
Descendant direct du fameux Uesugi Kenshin, Mochinori est né en 1844. Son père, Narinori, avait prend aux mouvements des domaines du nord qui culminent avec la création de l'Ōuetsu Reppan Dōmei durant la guerre de Boshin. Après ce conflit, il prend sa retraite et Mochinori devient le nouveau seigneur de Yonezawa, place qu'il occupe pendant deux années. L'un de ses derniers actes en tant que gouverneur est de distribuer 100 000 ryō de pièces d'or du trésor du domaine à ses serviteurs.
En 1871, il s'installe à Tokyo avant de partir au Royaume-Uni pour étudier. En mai 1881, il devient le second gouverneur de la préfecture d'Okinawa, mandat durant lequel il supervise une enquête sur les conditions et les styles de vie dans l'archipel. Le document est aujourd'hui une source précieuse de l'histoire d'Okinawa à cette époque. Il demande au gouvernement de Meiji l'autorisation de mettre en place des réformes mais celui-ci refuse car l'île est encore l'objet de contentieux de souveraineté avec la Chine. Néanmoins, sous sa direction, de nombreuses écoles primaires sont construites et un système de bourse est créé pour permettre aux écoliers d'aller étudier à Tokyo, ainsi que d'autres programmes éducatifs.
Il quitte le poste de gouverneur d'Okinawa en 1883 et devient membre du conseil du Genrōin (conseil des anciens). En 1884, il est élevé au titre de comte (hakushaku). Vers la fin de sa vie, il recevra également une promotion au second rang de cour senior ((正二位, shō-ni-i). Même après avoir quitté son poste à Okinawa, il continue à aider à l'amélioration de la santé et de l'éducation des étudiants okinawais au Japon.
Mochinori retourne à Yonezawa en 1896 et meurt en 1919. L'astronome Kuninori Uesugi est son arrière-petit-fils. 

## Source de la traduction
- (en) Cet article est partiellement ou en totalité issu de l’article de Wikipédia en anglais intitulé « Uesugi Mochinori » (voir la liste des auteurs).